# Tân Thiện, Đồng Xoài
Tân Thiện là một phường thuộc thành phố Đồng Xoài, tỉnh Bình Phước, Việt Nam.
Phường Tân Thiện có diện tích 3,60 km², dân số năm 2007 là 8.664 người, mật độ dân số đạt 2.407 người/km².

## Hành chính
Phường Tân Thiện được chia thành 7 khu phố bao gồm: Khu phố Bình Thiện; khu phố Phước Hòa; khu phố Phước Tân; khu phố Phước Thọ; khu phố Phước Thiện; khu phố Tân Đồng I và khu phố Xuân Đồng.